# 562 Salome
562 Salome este un asteroid din centura principală, descoperit pe 3 aprilie 1905, de Max Wolf.